# Wellmania
Wellmania és una sèrie de televisió en directe de comèdia i drama australiana cocreada per Brigid Delaney i Benjamin Law per a Netflix. Basada en la novel·la de Delaney, Wellmania: Misadventures in the Search for Wellness, segueix a Liv Healy (Celeste Barber), una dona de mitjana edat que lluita amb una "gran crisi de salut" mentre prova diversos mètodes per recuperar el seu benestar. La sèrie es va llançar a escala mundial a la plataforma de streaming el 29 de març de 2023. Ha estat subtitulada al català.

## Repartiment

### Principals
- Celeste Barber com a Liv Healy
- JJ Fong com a Amy Kwan
- Genevieve Mooy com a Lorraine Healy
- Lachlan Buchanan com a Gaz Healy
- Remy Hii com a Dalbert Tan
- Alexander Hodge com a Isaac Huang
- Simone Kessell com a Helen King
- Virginie Laverdure com a Valerie Jones
- Johnny Carr com a Doug Henderson

### Recurrents
- Miranda Otto
- Leah Vandenberg
- Aden Young

## Capítols
| Núm. | Títol              | Direcció      | Guió                            | Data d'estrena original |
| ---- | ------------------ | ------------- | ------------------------------- | ----------------------- |
| 1    | «Carpe That Diem»  | Erin White    | Belinda King                    | 29 de març de 2023      |
| 2    | «The Cleanse»      | Erin White    | Benjamin Law                    | 29 de març de 2023      |
| 3    | «Get Your Duck On» | Erin White    | Belinda King                    | 29 de març de 2023      |
| 4    | «The Real Camille» | Erin White    | Romina Accurso i Rachel Laverty | 29 de març de 2023      |
| 5    | «Hall of Mirrors»  | Helena Brooks | Benjamin Law i Nick Coyle       | 29 de març de 2023      |
| 6    | «Life and Death»   | Helena Brooks | Romina Accurso                  | 29 de març de 2023      |
| 7    | «The Big A»        | Helena Brooks | Belinda King i Amy Stewart      | 29 de març de 2023      |
| 8    | «Count to 10»      | Helena Brooks | Benjamin Law i Brigid Delaney   | 29 de març de 2023      |